# Andrés García Berrio
Andrés García Berrio   (Gamonal, 1985) és un és advocat i criminòleg espanyol establert a Barcelona d'ençà del 2006. Arran de les eleccions al Parlament de Catalunya de 2024, és diputat per Comuns Sumar.
Especialitzat en drets humans, és expert en migració internacional, dret de reunió i manifestació i centres penitenciaris. Com a director estratègic d'Irídia ha defensat nombroses causes relacionades amb els moviments socials i veïnals, i ha participat en la defensa jurídica de l'1 d’octubre, la campanya en contra de les pistoles tàser i en la promoció a la defensa dels drets de les persones migrants. També ha format part com a activista de la plataforma Tanquem els CIE i de l'Ateneu Popular La Flor de Maig.